# بالتيك غدينيا
نادي بالتيك غدينيا (بالبولندية:SKS Bałtyk Gdynia) نادي كرة قدم بولندي يمثل مدينة غدينيا. تم تأسيس النادي في سنة 1930.

## أهم الإنجازات
- مرتبة سادسة في الدوري البولندي سنة 1981
- الدور نصف النهائي لكأس بولندا سنة 1985
- وصيف بطل الدوري البولندي للشباب سنة 1982